# Cyriak Eliasz Chavara
Cyriak Eliasz Chavara CMI (ur. 10 lutego 1805 w Kainakary, stan Kerala, w Indiach, zm. 3 stycznia 1871 w Koonammavu, stan Kerala, w Indiach) – założyciel i pierwszy generalny przełożony Karmelitów Maryi Niepokalanej (CMI), święty Kościoła katolickiego.
Wstąpił do seminarium w 1818 roku, w 1829 przyjął święcenia kapłańskie. W 1855 został pierwszym przełożonym generalnym zgromadzenia pod wezwaniem Najświętszej Maryi Panny Niepokalanej
Zmarł 3 stycznia 1871 roku w opinii świętości.
Urodził się w katolickiej rodzinie syromalabarskiej. Został beatyfikowany w Kottayam przez Jana Pawła II 8 lutego 1986 roku.
4 kwietnia 2014 papież Franciszek podpisał dekret o uznanie cudu za wstawiennictwem błogosławionego. Podczas konsystorza, który odbył się 12 czerwca 2014, papież ogłosił, że bł. Cyriak Eliasz Chavara (z 5 innymi błogosławionymi) zostanie kanonizowany 23 listopada 2014. Tego dnia na placu świętego Piotra papież Franciszek kanonizował jego i 5 innych błogosławionych.
Jego wspomnienie liturgiczne przypada 3 stycznia.